# Aprenentatge actiu (aprenentatge automàtic)
L'aprenentatge actiu és un cas especial d'aprenentatge automàtic en què un algorisme d'aprenentatge pot consultar de manera interactiva a un usuari (o a una altra font d'informació) per etiquetar nous punts de dades amb les sortides desitjades. A la literatura estadística, de vegades també s'anomena disseny experimental òptim. La font d'informació també s'anomena professor o oracle.
Hi ha situacions en què les dades sense etiquetar són abundants, però l'etiquetatge manual és car. En aquest escenari, els algorismes d'aprenentatge poden consultar activament les etiquetes a l'usuari/professor. Aquest tipus d'aprenentatge iteratiu supervisat s'anomena aprenentatge actiu. Com que l'alumne tria els exemples, el nombre d'exemples per aprendre un concepte sovint pot ser molt inferior al nombre requerit en l'aprenentatge supervisat normal. Amb aquest enfocament, hi ha el risc que l'algorisme es vegi desbordat per exemples poc informatius. Els desenvolupaments recents es dediquen a l'aprenentatge actiu multietiqueta, l'aprenentatge actiu híbrid i l'aprenentatge actiu en un context d'una sola passada (en línia), combinant conceptes del camp de l'aprenentatge automàtic (per exemple, conflictes i ignorància) amb polítiques adaptatives i d'aprenentatge incremental en l'àmbit de l'aprenentatge automàtic en línia.
Els projectes d'aprenentatge actiu a gran escala poden beneficiar-se de marcs de crowdsourcing com Amazon Mechanical Turk que inclouen molts humans en el cicle d'aprenentatge actiu.

## Definicions
Sigui T el conjunt total de totes les dades considerades. Per exemple, en un problema d'enginyeria de proteïnes, T inclouria totes les proteïnes que se sap que tenen una certa activitat interessant i totes les proteïnes addicionals que es podria voler provar per a aquesta activitat.
Durant cada iteració, i, T es divideix en tres subconjunts
1. {\displaystyle \mathbf {T} _{K,i}}: Punts de dades on es coneix l'etiqueta.
2. {\displaystyle \mathbf {T} _{U,i}}: Punts de dades on es desconeix l'etiqueta.
3. {\displaystyle \mathbf {T} _{C,i}}: Un subconjunt de TU,i que s'escull per ser etiquetat.

La major part de la investigació actual en aprenentatge actiu implica el millor mètode per triar els punts de dades per a TC,i.

## Escenaris
- Síntesi de la consulta de membres : aquí és on l'alumne genera la seva pròpia instància a partir d'una distribució natural subjacent. Per exemple, si el conjunt de dades són imatges d'humans i animals, l'alumne podria enviar una imatge retallada d'una cama al professor i preguntar si aquest apèndix pertany a un animal o humà. Això és especialment útil si el conjunt de dades és petit.
- Mostreig basat en grup : en aquest escenari, s'extreuen les instàncies de tot el conjunt de dades i se'ls assigna una puntuació de confiança, una mesura del bé que l'estudiant "entén" les dades. Aleshores, el sistema selecciona les instàncies en què té menys confiança i consulta al professor les etiquetes.
- Mostreig selectiu basat en flux : aquí, cada punt de dades sense etiqueta s'examina un a un amb la màquina avaluant la informació de cada element en comparació amb els seus paràmetres de consulta. L'alumne decideix per si mateix si assigna una etiqueta o consulta al professor per a cada punt de dades.